# Ламбертон (Міссісіпі)
Ламбертон (англ. Lumberton) — місто (англ. city) в США, в округах Ламар і Перл-Рівер штату Міссісіпі. Населення — 1617 осіб (2020).

## Географія
Ламбертон розташований за координатами 31°0′23″ пн. ш. 89°27′38″ зх. д. / 31.00639° пн. ш. 89.46056° зх. д. (31.006481, -89.460691).  За даними Бюро перепису населення США в 2010 році місто мало площу 18,80 км², з яких 18,74 км² — суходіл та 0,06 км² — водойми.

## Демографія
Згідно з переписом 2010 року, у місті мешкало 2086 осіб у 776 домогосподарствах у складі 534 родин. Густота населення становила 111 особа/км².  Було 896 помешкань (48/км²).
Расовий склад населення:
| - 56,5 % — чорних або афроамериканців - 42,4 % — білих - 0,1 % — корінних американців |

До двох чи більше рас належало 0,9 %. Частка іспаномовних становила 0,5 % від усіх жителів.
За віковим діапазоном населення розподілялося таким чином: 30,5 % — особи молодші 18 років, 58,0 % — особи у віці 18—64 років, 11,5 % — особи у віці 65 років та старші. Медіана віку мешканця становила 34,3 року. На 100 осіб жіночої статі у місті припадало 91,0 чоловіків;  на 100 жінок у віці від 18 років та старших — 83,7 чоловіків також старших 18 років.
Середній дохід на одне домашнє господарство  становив 28 466 доларів США (медіана — 19 745), а середній дохід на одну сім'ю — 33 484 долари (медіана — 22 333). Медіана доходів становила 24 861 долар для чоловіків та 19 076 доларів для жінок. За межею бідності перебувало 42,5 % осіб, у тому числі 67,3 % дітей у віці до 18 років та 34,4 % осіб у віці 65 років та старших.
Цивільне працевлаштоване населення становило 588 осіб. Основні галузі зайнятості: освіта, охорона здоров'я та соціальна допомога — 35,0 %, роздрібна торгівля — 16,0 %, виробництво — 9,0 %, будівництво — 8,7 %.